# Сан-Жозе-дус-Базилиус

Сан-Жозе-дус-Базилиус на карте штата.

Сан-Жозе-дус-Базилиус (порт. São José dos Basílios) — муниципалитет в Бразилии, входит в штат Мараньян. Составная часть мезорегиона Центр штата Мараньян. Входит в экономико-статистический микрорегион Президенти-Дутра. Население составляет 7496 человек на 2010 год. Занимает площадь 353,232 км². Плотность населения — 21,22 чел./км².

## Демография
Согласно сведениям, собранным в ходе переписи 2010 г. Национальным институтом географии и статистики (IBGE), население муниципалитета составляет:
| Полное население                               | Полное население                               | Полное население                               | Полное население                               | 7496  |
| ---------------------------------------------- | ---------------------------------------------- | ---------------------------------------------- | ---------------------------------------------- | ----- |
| в том числе:                                   | Городское население                            | 3006                                           | Процент городского населения, %                | 40,10 |
|                                                | Сельское население                             | 4490                                           | Процент сельского населения, %                 | 59,90 |
|                                                | Мужское население                              | 3757                                           | Процент мужского населения, %                  | 50,12 |
|                                                | Женское население                              | 3739                                           | Процент женского населения, %                  | 49,88 |
| Плотность населения, чел/км²                   | Плотность населения, чел/км²                   | Плотность населения, чел/км²                   | Плотность населения, чел/км²                   | 21,22 |
| Население муниципалитета в % к населению штата | Население муниципалитета в % к населению штата | Население муниципалитета в % к населению штата | Население муниципалитета в % к населению штата | 0,11  |

По данным оценки 2016 года, население муниципалитета составляет 7495 жителей.

## Статистика
- Валовой внутренний продукт на 2003 год составляет 11 495 716,00 реалов (данные: Бразильский институт географии и статистики).
- Валовой внутренний продукт на душу населения на 2003 год составляет 1517,59 реалов (данные: Бразильский институт географии и статистики).
- Индекс развития человеческого потенциала на 2000 год составляет 0,556 (данные: Программа развития ООН).